# 795
795 је била проста година.

## Догађаји
- Викинзи нападају острво и манастир Ајона на западној обали Шкотске, односно по први пут нападају Ирску, укључујући подручја Инишбофин и Инишмари.
- Други франачко-аварски рат

- Саксонски рат: Словенски Ободри, под њиховим владаром Вишаном, нападају северне Сасе у Лиуни. Убијен је у заседи, а наследио га је син Дрожко (Траско), који постаје каролиншки дукс. Краљ Карло Велики предводи франачке експедиционе снаге северно од Мајнца и стиже до Елбе, где се побуњеници источних Саса поново предају.
- Карло Велики ствара тампон зону изван бивше провинције Септиманије. Група иберијских војвоства чини одбрамбену баријеру између Омејадских Мавра из Ал-Андалуза (савремена Шпанија) и Франачког краљевства.
- У најранијем забележеном нападу Викинга на Ирску, они су напали манастире у Јони (Унутрашњи Хебриди), Инишбофину и Инишмареју.
- Краљ Офа од Мерсије прима дипломатске поклоне од Карла Великог. Он поново оснива опатију Сент Албанс, наводно у знак захвалности за освајање Источне Англије.
- 25. децембар – Папа Хадријан I, стар 95 година, умире после 23-годишње владавине, а наследио га је папа Лав III као 96. папа Рима.
- 26. децембар – Лав III је изабран за папу на дан када је сахрањен његов претходник Хадријан I, и посвећен је следећег дана,
- Павле Ђакон, бенедиктински монах у Монте Касину, завршава своје ело Историја Лангобарда.

## Рођења
- Лотар I, краљ Италије и цар Светог римског царства (†855)
- Гргур IV, римски папа (†844)

## Смрти
- 25. децембар — Хадријан I, римски папа (*700)